# Estela Alvarez
Estela Álvarez de Olivera (Buenos Aires, 1978. március 2. –) argentin nemzetközi női labdarúgó-játékvezető.

## Pályafutása

### Nemzetközi játékvezetés
Az Argentin labdarúgó-szövetség Játékvezető Bizottsága (JB) terjesztette fel nemzetközi játékvezetőnek, a Nemzetközi Labdarúgó-szövetség (FIFA) 2005-től tartotta nyilván bírói keretében. A FIFA JB központi nyelvei közül a spanyolt beszéli. Több nemzetek közötti válogatott és klubmérkőzést vezetett, vagy működő társának 4. bíróként segített.

#### Női labdarúgó-világbajnokság

##### U17-es női labdarúgó-világbajnokság
2010-ben Trinidad és Tobago rendezte a 2010-es U17-es női labdarúgó-világbajnokságot, ahol a FIFA JB bíróként foglalkoztatta.

###### 2010-es U17-es női labdarúgó-világbajnokság
| Időpont              | Helyszín                          | Mérkőzés típusa              | Mérkőzés           | Eredmény | Nézők száma |
| -------------------- | --------------------------------- | ---------------------------- | ------------------ | -------- | ----------- |
| 2010. szeptember 8.  | Dwight Yorke Stadion, Scarborough | csoportmérkőzés (B. csoport) | Észak-Korea–Mexikó | 4 : 1    | 1 830       |
| 2010. szeptember 13. | Dwight Yorke Stadion, Scarborough | csoportmérkőzés (D. csoport) | Ghána–Írország     | 0 : 3    | 2 140       |

---
A világbajnoki döntőkhöz vezető úton Kína az 5., a 2007-es női labdarúgó-világbajnokságot, a 2011-es női labdarúgó-világbajnokságot, ahol a FIFA JB játékvezetőként alkalmazta. Selejtező mérkőzéseket az CONMEBOL zónában vezetett. 2007-ben nem kapott mérkőzésvezetésre küldést, 6 alkalommal lehetett 4. bíró (tartalék). 2011-ben egy esetben volt 4. bíró. Világbajnokságon vezetett mérkőzéseinek száma: 2.

##### 2011-es női labdarúgó-világbajnokság

###### Selejtező mérkőzés
| Időpont            | Helyszín                                  | Mérkőzés típusa           | Mérkőzés          | Eredmény |
| ------------------ | ----------------------------------------- | ------------------------- | ----------------- | -------- |
| 2010. november 5.  | Federativo Reina del Cisne Stadion, Loja  | előselejtező (B. csoport) | Paraguay–Kolumbia | 0 – 3    |
| 2010. november 11. | Alejandro Serrano Aguilar Stadion, Cuenca | előselejtező (B. csoport) | Kolumbia–Brazília | 1 – 2    |

###### Világbajnoki mérkőzés
| Időpont         | Helyszín                   | Mérkőzés típusa              | Mérkőzés               | Eredmény | Nézők száma |
| --------------- | -------------------------- | ---------------------------- | ---------------------- | -------- | ----------- |
| 2011. július 2. | Impuls Stadion, Augsburg   | csoportmérkőzés (C. csoport) | Észak-Korea–Svédország | 0 : 1    | 3 768       |
| 2011. július 6. | Bayern Stadion, Leverkusen | csoportmérkőzés (D. csoport) | Ausztrália–Norvégia    | 2 : 1    | 18 474      |

#### Olimpiai játékok

##### 2008. évi nyári olimpiai játékok
A 2008. évi nyári olimpiai játékok labdarúgó tornáján a FIFA JB bírói szolgálatra alkalmazta.

###### Női labdarúgótorna a 2008. évi nyári olimpiai játékokon
| Időpont             | Helyszín                       | Mérkőzés típusa              | Mérkőzés           | Eredmény | Nézők száma |
| ------------------- | ------------------------------ | ---------------------------- | ------------------ | -------- | ----------- |
| 2008. augusztus 9.  | Olimpiai Stadion, Csinhuangtao | csoportmérkőzés (G. csoport) | Új-Zéland–Norvégia | 0 : 1    | 7 285       |
| 2008. augusztus 21. | Munkás Stadion, Peking         | bronzérem                    | Németország–Japán  | 2 : 0    | 49 285      |